# Lasse Sandberg
Lars Erik Mattias „Lasse“ Sandberg (* 17. Februar 1924 in Stockholm; † 11. November 2008 in Karlstad) war ein schwedischer Illustrator, Zeichner und Schriftsteller.

## Leben
Lasse Sandberg wuchs in Stockholm auf. Nach der Schule nahm Sandberg verschiedene Jobs an. Er war unter anderem als Büroknabe, Dekorationsassistent und Kinoleiter tätig. Von 1943 bis 1944 arbeitete er als Pressefotograf bei der Nordisk rotogravyrs bildbyrå und dem Magazin Dagens Nyheter. Von 1944 bis 1945 erfüllte er seinen Militärdienst als Fotograf bei den Luftstreitkräften. Später asphaltierte er Straßen oder war als Forstarbeiter und Hafenarbeiter angestellt. Von 1948 bis 1949 studierte er Design an der Beckmans designhögskola. Bereits kurz nach dem Beginn seines Studiums hatte sich Lasse Sandberg als Cartoonist und Illustrator etabliert. Seine ersten Veröffentlichungen entstanden als Cartoonist in dem Magazin Söndagsnisse-Strix. Es folgten Kollaborationen mit den Zeitschriften Vi, Folket i bild, Perspektiv, Utsikt, Industria, Se, Dagens Arbete und einigen der wichtigsten Stockholmer Zeitungen. In den 1950er Jahren erschienen seine Zeichnungen in verschiedenen Fachzeitschriften. Ab 1962 arbeitete Sandberg hauptsächlich für die Zeitschrift Se und den Kulturbereich des Magazins Expressen. Anfangs wurden seine Zeichnungen von amerikanischen Karikaturisten wie Saul Steinberg inspiriert, aber Mitte der 1950er Jahre entwickelte er seinen eigenen Stil. Seine Cartoons erschienen später in den Büchern Gubbar 1952,Vit man i Afrika 1952, Ritat 1953, TYPER och typer 1954 und Jobbet och jag 1959.
Im Frühjahr 1950 heiratete Sandberg die Grundschullehrerin Inger Eriksson, die nicht nur seine Ehefrau, sondern auch seine Mitautorin wurde. Nach der Geburt ihrer Tochter Lena im Jahr 1952 entschloss sich Sandberg, sich vollständig auf seinen Job als Vater zu konzentrieren und zeichnete meistens nur noch abends oder nachts. 
1953 erschien das erste gemeinsame Buch des Paares, Fåret Ullrik får medalj. Zwei Jahre später bekam das Paar sein zweites Kind, Niklas. Beide Kinder wurden zu Hauptfiguren in Büchern, wie  Lena und ihr Hund Jassi (Lena berättar, 1963) und Ein Tier ganz für mich allein (Niklas önskedjur, 1972).
Der Durchbruch gelang dem Paar mit dem Buch Vad Anna fick se, dem ersten Buch über Susi (Lilla Anna). Es folgten weitere erfolgreiche Buchreihen, wie die über das Gespenst Laban oder über Däumchen (Tummen). In den 1980er Jahren wurde Sandberg Großvater. Seinem ersten Enkel wurden mehrere Bücher gewidmet. 1995 begann Lasse Sandberg zwei eigene Bücher zu schreiben. Diese trugen die Namen När jag var mindre - en bok för större barn und  Från Greta Garbos knä till Bryssel. Von 1995 bis 1997 hatte er einen Lehrstuhl an der schwedischen Kinderbuchakademie inne. Zwischen 2003 und 2005 veröffentlichte Lasse Sandberg zusammen mit Inger Sandberg vier Bücher, die jedoch nicht ins Deutsche übersetzt wurden. Lasse und Inger Sandberg haben zusammen mehr als hundert Kinderbücher geschrieben; ihre Bücher wurden in 33 Sprachen übersetzt (Stand 2020) und sind unter anderem in Japan sehr beliebt.
Als freischaffender Illustrator illustrierte Sanderberg unter anderem Harry Martinsons En bil kommer lastad, das 1950 veröffentlicht wurde, Gustaf Lindwalls Kalle krake och andra kråkfåglar (1951), die von Hemming Sten und Anders Ehnmark herausgegebene Anthologie Bilparaden, sowie Bücher von Erik Roos, Gertrud Zetterholm, Kerstin Malm und Olle Lisberg.
Lasse Sandberg verwendete für seine Illustrationen Tinte, Buntstifte, Pastelle, Acryl und Collagen. Er gilt als derjenige, der die Collagetechnik in Bilderbüchern einführte. 1954 erhielt er den neu gegründeten Oscarpris für Comics. Außerdem bekam er mehrere Stipendien.
Zusammen mit Harry Sandberg und Sven Frödin stellte er seine Werke im 1952 im Värmlands Museum in Karlstad aus. 1952 und 1954 wirkte er bei den Unga tecknare (den Jungen Künstlern) des Nationalmuseums mit. 1956 wurden seine Werke an der Kungliga Konsthögskolan Stockholm unter dem Titel Svart och vitt (Schwarz und Weiß) ausgestellt. Seine Werke wurden außerdem ausgestellt im Kunstnerernes Hus i Oslo (1957), in der Svensk-franska konstgalleriet in Stockholm (1959), in der Galleri Brinken (1957), sowie in Sammlungsausstellungen in Warschau (1964) und Montreal (1965). 
Sandbergs Werke sind unter anderem im Värmlands Museum, im Nationalmuseum in Stockholm, im Postmuseum, im Moderna Museet, in der Stadtbibliothek von Enköping, im Gemeinderat von Värmland, in der Gemeinde Karlstad und an der University of Virginia zu sehen.

## Werke (Auswahl)
| Jahr (Schweden) | Schwedischer Originaltitel             | Jahr (Deutschland) | Deutscher Titel                                                          | Deutscher Übersetzer | Anmerkungen                 |
| --------------- | -------------------------------------- | ------------------ | ------------------------------------------------------------------------ | -------------------- | --------------------------- |
| 1952            | Gubbar                                 | –                  | –                                                                        | –                    | –                           |
| 1952            | Vit man i Afrika                       | –                  | –                                                                        | –                    | –                           |
| 1953            | Ritat                                  | –                  | –                                                                        | –                    | –                           |
| 1953            | Stefan och Stej                        | –                  | –                                                                        | –                    | –                           |
| 1953            | Fåret Ullrik får medalj                | –                  | –                                                                        | –                    | zusammen mit Inger Sandberg |
| 1954            | Typer och typer                        | –                  | –                                                                        | –                    | –                           |
| 1955            | Jag målar en...                        | –                  | –                                                                        | –                    | –                           |
| 1963            | Lena berättar                          | 1973               | Lena und ihr Hund Jassi                                                  | Anne Busch           | zusammen mit Inger Sandberg |
| 1964            | Vad Anna fick se                       | 1965               | Was Susi alles sieht                                                     | –                    | zusammen mit Inger Sandberg |
| 1965            | Lilla Anna och trollerihatten          | 1965               | Susi und der Zauberhut                                                   | –                    | zusammen mit Inger Sandberg |
| 1965            | Johan                                  | 1968               | Gleich kommt Johan                                                       | Hanna Köster-Ljung   | zusammen mit Inger Sandberg |
| 1965            | Lilla spöket Laban                     | 1968               | Laban will nicht geistern                                                | Gertrud Rukschcio    | zusammen mit Inger Sandberg |
| 1965            | Vad lilla Anna sparade på              | 1965               | Susi und das Flugzeug                                                    | –                    | zusammen mit Inger Sandberg |
| 1966            | Pojken med de hundra bilarna           | 1967               | Ein Junge und hundert Autos                                              | Manfred Hausmann     | zusammen mit Inger Sandberg |
| 1967            | Niklas önskedjur                       | 1969               | Ein Tier ganz für mich allein                                            | Gertrud Rukschcio    | zusammen mit Inger Sandberg |
| 1968            | Pojken med de många husen              | 1970               | Der Junge mit den vielen Häusern                                         | Gertrud Rukschcio    | zusammen mit Inger Sandberg |
| 1968            | Herr Sandberg ser på England           | –                  | –                                                                        | –                    | –                           |
| 1969            | Herr Sandberg ser på sig själv         | –                  | –                                                                        | –                    | –                           |
| 1969            | Pappa kom ut                           | 1970               | Vati, komm doch!                                                         | Merete Mezger        | zusammen mit Inger Sandberg |
| 1969            | Johan i 2:an                           | 1974               | Ein Leopardenfell macht noch keinen Tarzan: Johans aufregendes Schuljahr | Ursula Dotzler       | zusammen mit Inger Sandberg |
| 1970            | Brottsbalken                           | –                  | –                                                                        | –                    | –                           |
| 1970            | Gågatan Sverige                        | –                  | –                                                                        | –                    | –                           |
| 1970            | Buffalo Bengt och indianerna           | 1971               | Häuptling Schwarze Zehe und seine Indianer                               | Gertrud Rukschcio    | zusammen mit Inger Sandberg |
| 1971            | Vad är det som ryker                   | 1972               | Rauch nicht, Drache!                                                     | Gertrud Rukschcio    | zusammen mit Inger Sandberg |
| 1971            | Lilla Anna och långa farbrorn på havet | 1972               | Susi fährt zur See                                                       | Ellen Jacobsen       | zusammen mit Inger Sandberg |
| 1972            | Fred Strid krymper                     | 1973               | Grosser Mann ganz klein                                                  | –                    | zusammen mit Inger Sandberg |
| 1972            | Var är lilla Annas hund?               | 1973               | Wo ist Susis Hund?                                                       | Waltraude Callsen    | zusammen mit Inger Sandberg |
| 1973            | Lilla Anna leker med bollar            | 1973               | Susi hat zwei Bälle                                                      | Ellen Jacobsen       | zusammen mit Inger Sandberg |
| 1973            | Lilla Anna – kom och hjälp             | 1974               | Susi, Susi, hilf mir bitte!                                              | Ellen Jacobsen       | zusammen mit Inger Sandberg |
| 1973            | Vi leker öken, fröken                  | 1974               | Wir spielen Wüste                                                        | Ellen Jacobsen       | zusammen mit Inger Sandberg |
| 1974            | Hej, välkommen till mej                | 1973               | Herzlich willkommen!                                                     | –                    | zusammen mit Inger Sandberg |
| 1978            | Tummens resa                           | 1981               | Däumchen geht auf Reisen                                                 | Friedl Hofbauer      | zusammen mit Inger Sandberg |
| 1980            | Glad spökjul                           | 1980               | Fröhliche Gespenster-Weihnacht!                                          | Karl H. Bolay        | zusammen mit Inger Sandberg |
| 1988            | Pojken, prinsessan och grönt           | 1990               | Die Prinzessin, der Junge und das Grün                                   | Marianne Vittinghoff | zusammen mit Inger Sandberg |
| 1989            | Bilder från klotet                     | –                  | –                                                                        | –                    | –                           |
| 1990            | Affärslivet                            | –                  | –                                                                        | –                    | –                           |
| 1996            | När jag var mindre                     | –                  | –                                                                        | –                    | –                           |
| 2000            | Från Greta Garbos knä till Bryssel     | –                  | –                                                                        | –                    | –                           |
| 2002            | Herr S som...                          | –                  | –                                                                        | –                    | –                           |
| 2008            | Lilla Anna och lilla Långa Farbrorn    | –                  | –                                                                        | –                    | zusammen mit Inger Sandberg |

## Verfilmungen
- 1972: Niklas önskedjur (Fernsehserie)
- 1974: Lilla Anna och Långa Farbrorn (Fernsehserie)
- 2006–2013: Laban, das kleine Gespenst (Lilla spöket Laban, Fernsehserie)
- 2012: Lilla Anna och Långa farbrorn

## Auszeichnungen und Nominierungen
- 1964 – Boklotteriets stipendiat
- 1965 – Sveriges Författarfond stipendium
- 1966 – Elsa-Beskow-Plakette[10]
- 1967 – Biennale und Bratislava Silberplakette
- 1969 – Expressens Heffaklump[11]
- 1969 – Litteraturfrämjandets stipendiat
- 1973 – Nils-Holgersson-Plakette
- 1974 – Astrid-Lindgren-Preis
- 1987 – Wettergrens barnbokollon
- 1996 – Årets Värmlänning
- 2002 – Knut V. Pettersson-stipendiet
- 2003 – Årets värmlandsförfattare
- 2005 – Verdienstmedaille der Gemeinde Karlstad
- 2006 – Litteris et Artibus